# Steven Universe
Steven Universe ist eine US-amerikanische Zeichentrickserie, die von Rebecca Sugar für Cartoon Network geschaffen wurde. Es ist die Coming-of-Age-Geschichte des Jungen Steven Universe, der in der fiktiven Stadt Strandstadt gemeinsam mit den „Crystal Gems“, Garnet, Amethyst und Pearl, drei magischen humanoiden Außerirdischen, lebt. Steven, Halb-Gem, Halb-Mensch, bestreitet gemeinsam mit ihnen und seinen Freunden Abenteuer und hilft den Gems die Erde vor ihrem eigenen Volk zu beschützen. Die erste Folge wurde am 4. November 2013 in den USA ausgestrahlt, im deutschen Sprachraum feierte sie am 23. August 2014 Premiere.
Sugar entwickelte die Serie während sie noch als Storyboard-Artist für Adventure Time – Abenteuerzeit mit Finn und Jake tätig war. Steven Universe ist damit die erste Serie in der 23-jährigen Geschichte des Senders, die von einer Frau geschaffen wurde.
Die Serie besteht aus fünf Staffeln. Die erste Staffel besteht aus 52 und die zweite aus 26 Episoden, danach entstand eine Episode bestehend aus sechs Internet-Kurzfolgen, die dritte und die vierte Staffel bestehen aus jeweils 25 ganzen Episoden und danach wurde wieder eine Episode bestehend aus fünf Internet-Kurzfolgen produziert. Eine fünfte Staffel mit 32 Episoden wurde von Mai 2017 bis Januar 2019 ausgestrahlt. Danach wurde die Handlung in Steven Universe: Der Film (2019) fortgeführt, welche wiederum in der 20-teiligen Abschlussserie Steven Universe Future weitergeführt wurde.

## Handlung
Die Serie folgt Steven Universe, der in der Küstenstadt Strandstadt in der Obhut der drei „Crystal Gems“ Garnet, Amethyst und Pearl aufwächst – drei Wesen, die ihre magischen Kräfte zum Schutz der Erde vor Monstern einsetzen. Mit der Zeit wird klar, dass die Gems und Monster, welche ihrerseits korrumpierte Gems sind, zu den Hinterbliebenen eines lange vergangenen interstellaren Krieges gehören. Während die Serie die Hintergründe dieses Krieges aufrollt, widmet sie sich den Jugenderlebnissen von Steven mit seinem Vater Greg Universe, seiner Freundin Connie und den anderen Menschen in Strandstadt, ebenso wie der Geschichte von Stevens Mutter Rose Quartz, einer Gem, die ihre Existenz aufgab, um Steven hervorbringen zu können. Im Laufe der Serie stellt sich heraus, dass sie Pink Diamond war. Die Diamonds wiederum sind die Matriarchinnen der Gems. Während der Serie wird auch die Bedeutung der Diamonds (bestehend aus Pink, Blue, Yellow und White Diamond) weiter erläutert. Am Ende der fünften Staffel heilt Steven die korrumpierten Gems mit Hilfe der Diamonds, so dass diese wieder ihre wahren Gestalten annehmen.

## Figuren
Steven Universe
Steven ist zur Hälfte Mensch und Hälfte Gem. Er lebt mit den drei Gems Garnet, Amethyst und Pearl im Tempel. Zusammen bilden sie die „Crystal Gems“ und beschützen die Erde. Seine Mutter, Rose Quartz starb, als sie ihr Leben für Stevens opferte. Sein Vater Greg Universe besitzt die örtliche Waschanlage. Steven kann per Gedankenkraft einen Schutzschild errichten und hoch springen. Außerdem ist er ungewöhnlich kräftig für einen Jungen seines Alters.
Garnet
Nach dem Tod von Rose übernahm sie die Leitung der Crystal Gems. Sie wirkt emotionslos. Im Lauf der Serie stellt sich heraus, dass sie eine Gem-Fusion der Gems Ruby, die sehr viele Emotionen zeigt, und der ruhigen Sapphire ist. Durch diese Fusion hat sie zwei Gemsteine, die sie in ihren Handinnenflächen trägt. Ihre Waffen sind ein Paar Handschuhe.
Amethyst
Amethyst ist ein Gem, der aus dem Kindergarten der Erde stammt. Sie ist sehr unordentlich, deswegen gleicht ihr Raum im Tempel einer Müllhalde. Ihre Waffe ist eine Peitsche und sie trägt ihren Gemstein in der Brust. Obwohl Gems eigentlich keine Nahrung benötigen, liebt sie es, zu essen, wobei sie vor allem Junkfood bevorzugt.
Pearl
Pearl empfindet sehr viel für Rose und kannte anfangs als einzige das Geheimnis ihrer Identität. Sie ist sehr ordnungsliebend und streitet sich deswegen sehr oft mit Amethyst. Aus ihrem Gemstein, den sie auf der Stirn trägt, kann sie ihre Waffe, einen Speer beschwören.
Peridot
Sie war die Gegenspielerin der Crystal Gems, im Laufe der Serie wechselt sie aber die Seite und freundet sich mit ihnen an. Sie kommt von der Gem-Heimatwelt und sollte im Auftrag von Yellow Diamond den Zustand des Clusters der sich in der Erde befindet, überprüfen. Im Gegensatz zu den meisten Gems ist sie körperlich eher schwach und verwendete anfangs elektronische Teile, die an ihrem Körper angebracht waren. Nachdem sie eine Freundin Stevens wurde, fand sie heraus, dass sie die Macht besitzt, metallische Gegenstände schweben zu lassen.
Connie Maheswaran
Sie ist Stevens Freundin und eine sehr begabte Schwertkämpferin. Ihre Eltern sind sehr streng und wissen nicht, was Steven und die „Crystal Gems“ tun. Im Laufe der Serie erhält sie von Steven das Schwert von Rose, damit sie ihn beschützen kann. Sie hatte eine Sehschwäche, die von Steven geheilt wird und trug noch einige Zeit nur das Gestell, bis sie sich mit ihrer Mutter ausgesprochen hat.
Lapis Lazuli
Sie ist ein Gem aus der Gem-Heimatwelt, der tausende Jahre in einem Spiegel gefangen war, weil man sie für einen Heimat Gem hielt. Zuerst war sie sehr aggressiv gegenüber den Crystal Gems eingestellt, da sie daran schuld waren, dass Lapis nicht aus dem Spiegel befreit wurde. Sie freundete sich aber im Laufe der Serie mit den Crystal Gems an und lebt zurzeit mit Peridot in einer Scheune. Den Crystal Gems gegenüber ist sie neutral eingestellt, wobei sie aber vor allem mit Peridot und Steven befreundet ist.
Löwe
Dieser rosa Löwe folgt Steven seit einer Begegnung während einer Gem-Mission. Er scheint viel über Steven zu wissen, ist aber nicht immer verlässlich. In seiner Mähne befindet sich ein weites Land, in dessen Mitte sich ein Baum befindet, wo Besitztümer von Rose angebracht sind. Da dieser Ort für Gems gemacht ist, gibt es dort auch keinen Sauerstoff. Löwe kann schnell rennen und durch sein Gebrüll ein Portal errichten, durch das man warpen kann.
Die Diamonds
Die Gems werden von 4 Diamonds regiert. Das auffälligste Merkmal von ihnen ist, dass sie viel größer sind als die anderen Gems und demzufolge auch mächtiger. Es existieren Blue Diamond, Yellow Diamond, Pink Diamond und White Diamond. Jede von ihnen hat eine eigene Pearl als Dienerin. Als Pink Diamond die Erde übernehmen sollte, fing sie an, das Leben zu lieben und täuschte in Gestalt von Rose Quartz ihre Zersplitterung vor. Dies bestürtzte die anderen Diamonds, insbesondere Blue Diamond, die eine mütterliche Freundin von ihr war. Erst in der fünften Staffel kommt die Wahrheit ans Licht und Steven kann sogar White Diamond überzeugen, gerechter zu herrschen.

## Synchronisation
Die Serie wird bei der SDI Media Germany in Berlin vertont. Marieke Oeffinger schreibt die Dialogbücher, Tatjana Kopp führt die Dialogregie.

### Hauptfiguren
| Figur                  | Originalsprecher | Deutscher Synchronsprecher                |
| ---------------------- | ---------------- | ----------------------------------------- |
| Steven Quartz Universe | Zach Callison    | Sebastian Fitzner                         |
| Garnet                 | Estelle          | Lisa Braun                                |
| Amethyst               | Michaela Dietz   | Maximiliane Häcke                         |
| Pearl                  | Deedee Magno     | Wicki Kalaitzi                            |
| Ruby                   | Charlyne Yi      | Julia Kaufmann                            |
| Sapphire               | Erica Luttrell   | Amelie Plaas-Link                         |
| Connie Maheswaran      | Grace Rolek      | Sarah Tkotsch                             |
| Greg Universe          | Tom Scharpling   | Rainer Doering Frank Muth (nur Episode 6) |

### Nebenfiguren (Menschen)
| Figur                      | Originalsprecher       | Deutscher Synchronsprecher |
| -------------------------- | ---------------------- | -------------------------- |
| Dr. Priyanka Maheswaran    | Mary Elizabeth McGlynn | Ilka Teichmüller           |
| Doug Maheswaran            | Crispin Freeman        |                            |
| Lars                       | Matthew Moy            | Dirk Petrick               |
| Sadie Miller               | Kate Micucci           | Peggy Sander               |
| Jennifer „Jenny“ Pizza     | Reagan Gomez-Preston   |                            |
| Kiki Pizza                 | Reagen Gomez-Preston   | Anja Rybiczka              |
| Kofi Pizza                 | Godfrey C. Danchimah   | Imtiaz Haque               |
| Nanefua Pizza              | Toks Olagundoye        |                            |
| Sauerrahm                  | Brian Posehn           | Julien Haggége             |
| Zwiebel                    | Zach Callison          |                            |
| Gelbschwanz                | Tom Scharpling         |                            |
| Vidalia                    | Jackie Buscarino       |                            |
| Marty                      | Jon Wurster            |                            |
| Mr. Fryman                 | Billy Merritt          | Lutz Schnell               |
| Peedee Fryman              | Atticus Shaffer        | Marcel Mann                |
| Ronaldo Fryman             | Zach Steel             | Patrick Baehr              |
| Mayor William „Bill“ Dewey | Joel Hodgson           | Stefan Staudinger          |
| Buck Dewey                 | Lamar Abrams           | Patrick Keller             |
| Jamie                      | Eugene Cordero         |                            |
| Barb Miller                | Kate Flannery          |                            |
| Mr. Harold Smiley          | Colton Dunn            | Oliver Siebeck             |

### Nebenfiguren (Gems)
| Figur            | Originalsprecher   | Deutscher Synchronsprecher                                |
| ---------------- | ------------------ | --------------------------------------------------------- |
| Rose Quartz      | Susan Egan         | Melanie Hinze                                             |
| Peridot          | Shelby Rabara      | Ilka Teichmüller                                          |
| Lapis Lazuli     | Jennifer Paz       | Anja Stadlober                                            |
| Bismuth          | Uzo Aduba          | Almut Zydra                                               |
| Jasper           | Kimberly Brooks    | Katy Karrenbauer (Staffel 1) Judith Steinhäuser (ab 3.15) |
| Yellow Diamond   | Patti LuPone       | Silke Matthias                                            |
| Blue Diamond     | Lisa Hannigan      |                                                           |
| White Diamond    | Christine Ebersole |                                                           |
| Holly Blue Agate | Christine Pedi     | Sabine Winterfeldt                                        |
| Aquamarine       | Della Saba         | Cathlen Gawlich                                           |
| Emerald          | Jinkx Monsoon      |                                                           |
| Spinel           | Sarah Stiles       | Friedel Morgenstern                                       |

### Nebenfiguren (Andere Gem-Kreaturen)
| Figur       | Originalsprecher                            | Deutscher Synchronsprecher |
| ----------- | ------------------------------------------- | -------------------------- |
| Löwe        | Dee Bradley Baker                           | Dee Bradley Baker          |
| Das Cluster | Deedee Magno, Shelby Rabara & Zach Callison |                            |

### Nebenfiguren (Gem-Fusionen)
| Figur         | Originalsprecher               | Deutscher Synchronsprecher |
| ------------- | ------------------------------ | -------------------------- |
| Opal          | Aimee Mann                     | Cornelia Waibel            |
| Sugilite      | Nicki Minaj                    |                            |
| Sardonyx      | Alexia Khadime                 | Judith Hoersch             |
| Alexandrite   | Rita Rani Ahuja                |                            |
| Stevonnie     | AJ Michalka                    | Victoria Frenz             |
| Malachite     | Kimberly Brooks & Jennifer Paz | Anja Stadlober & unbekannt |
| Smokey Quartz | Natasha Lyonne                 | Tanya Kahana               |

## Episodenliste
| Staffel | Episoden | Erstausstrahlung USA | Erstausstrahlung USA | Erstausstrahlung Deutschland | Erstausstrahlung Deutschland |
| Staffel | Episoden | Premiere             | Finale               | Premiere                     | Finale                       |
| ------- | -------- | -------------------- | -------------------- | ---------------------------- | ---------------------------- |
| Pilot   | Pilot    | 27. Juli 2013        | 27. Juli 2013        | Keine dt. Ausstrahlung       | Keine dt. Ausstrahlung       |
| 1       | 52       | 04. November 2013    | 12. März 2015        | 26. August 2014              | 25. Januar 2016              |
| 2       | 26 (+ 1) | 13. März 2015        | 08. Januar 2016      | 26. Januar 2016              | 25. Juni 2016                |
| 3       | 25       | 12. Mai 2016         | 10. August 2016      | 23. Juni 2016                | 09. Februar 2017             |
| 4       | 25 (+ 1) | 11. August 2016      | 11. Mai 2017         | 25. September 2017           | 25. Oktober 2017             |
| 5       | 32       | 29. Mai 2017         | 21. Januar 2019      | 16. Juli 2018                | 20. Dezember 2020            |
| Film    | 1        | 2. September 2019    | 2. September 2019    | 30. Mai 2020                 | 30. Mai 2020                 |
| Future  | 20       | 7. Dezember 2019     | 27. März 2020        | 20. September 2021           | 23. September 2021           |